# Нюрнбергер, Август
Август Йозеф Нюрнбергер (6 января 1854, Хабельшвердт, ныне Быстшица-Клодзкая, Польша — 1910) — германский католический богослов, историк церкви и педагог, научный писатель.
Среднее образование получил в Глаце, затем изучал богословие в Бреслау и Праге, с 1879 года был священником и с 1881 года капелланом в церкви Санта-Мария-дель-Анима в Риме. С 1882 года был старшим преподавателем в гимназии в Нейсе, с 1891 года в гимназии в Бреслау. Степень доктора богословия по церковной истории получил 26 ноября 1883 года в Тюбингене. С 3 июня 1892 года преподавал церковную историю в университете Бреслау в звании приват-доцента, в 1894 году стал экстраординарным профессором, в 1906 году ординарным, в 1908 году вышел в отставку.
Его главные труды: «Papsttum und Kirchenstaat» (1897); «Neue Dokumente zur Geschichte des P. A. Faulhaber» (1890); «Zum 200-jährig. Bestehen des katholischen Theologenfakultät an der Universität Breslau» (1904).